# Anne L’Huillier
Anne Geneviève L’Huillier Wahlström (ur. 16 sierpnia 1958 w Paryżu) – francuska fizyczka, profesor fizyki atomowej na Uniwersytecie w Lund, wraz z Pierrem Agostinim i Ferencem Krauszem laureatka Nagrody Nobla w dziedzinie fizyki w 2023 roku. Jest piątą kobietą nagrodzoną tym wyróżnieniem. W 2022 roku otrzymała Nagrodę Wolfa w dziedzinie fizyki.

## Praca naukowa
W 1987 roku Anne L’Huillier odkryła, że przepuszczenie światła lasera w podczerwieni przez gaz szlachetny prowadzi do powstawania wielu różnych harmonicznych odcieni światła. Kontynuowała badania tego zjawiska, torując drogę do kolejnych przełomów w generowaniu impulsów attosekundowych. Ruchy elektronów inicjują procesy, które tworzą i podtrzymują życie, a także odpowiadają za wymianę energii między światłem a materią. Można je uznać za jedne z najważniejszych ruchów dla ludzkiego życia, zachodzących w czasie liczonym w setkach attosekund. Impulsy attosekundowe pozwalają uchwycić te ruchy wewnątrz atomów, cząsteczek i ciał stałych. W 2003 roku wygenerowała najkrótszy impuls laserowy o długości 170 attosekund. 

## Nagrody i wyróżnienia
3 października 2023 roku ogłoszono przyznanie jej 1/3 nagrody Nobla za „metody doświadczalne tworzenia attosekundowych impulsów światła do badania dynamiki elektronów w materii”.
W 2011 roku otrzymała Nagrodę L’Oréal-UNESCO dla Kobiet i Nauki. 
W 2021 roku Amerykańskie Towarzystwo Optyczne uhonorowało ją nagrodą im. Maxa Borna.